# Ufficiale elettorale capo per l'Irlanda del Nord
L'Ufficiale elettorale capo per l'Irlanda del Nord (in inglese: Chief Electoral Officer for Northern Ireland) è l'ufficiale elettorale e il funzionario per la registrazione elettorale per tutte le elezioni in Irlanda del Nord ed è responsabile dell'Ufficio elettorale per l'Irlanda del Nord. Deve anche fare una raccomandazione al Segretario di Stato per l'Irlanda del Nord entro il 16 aprile di ogni anno in merito all'opportunità di condurre una campagna di registrazione e funge da consulente per la Boundary Commission for Northern Ireland e il Commissario per i confini del governo locale.
Dal 1º febbraio 2017, l'ufficiale elettorale capo è Virginia McVea. Graham Shields aveva precedentemente servito come ufficiale elettorale dalla fine del 2010.